# Универзитет у Приштини (1969—1999)
Универзитет у Приштини (алб. Universiteti i Prishtinës) је државни универзитет основан у Приштини за академску годину 1969/70, а радио је све до 1999. Због политичких преокрета, рата, узастопних избацивања наставника једне или друге националности, као и каснијом етничком поларизацијом, дошло је до две неповезане институције које користе исто име. Активности на албанском језику се обављају на првобитној локацији (Универзитет у Приштини) по образовном систему Републике Косово, док се Универзитет у Приштини на српском језику преселио у Косовску Митровицу и прати образовни систем Републике Србије.

## Историја

### Оснивање
Прве установе високог образовања на подручју Социјалистичке Аутономне Покрајине Косово основане су 1958—1969. године и радиле су самостално или као део Универзитета у Београду. Како је Савез комуниста Косова тражио већу аутонимију, новембра 1968. године покренуте су опсежне демонстрације широм територије покрајине. Демонстрације су довеле до оснивања Универзитета у Приштини за академску годину 1969—1970. Првенствено су отворени факултети инжењерства, медицине, права и филозофије, док се настава одржавала на албанском и српскохрватском језику. Пошто је организациони статус институције био заснован на језику, често се гледао као два одвојена универзитета.
Албански лидери на Косову поздравили су оснивање Универзитета, али су изразили став да је он прекретница ка политичкој једнакости унутар федерације, а не крајњи циљ. Делегација Универзитета у Приштини је у периоду од 19. до 29. октобра 1970. године на позив посетила Универзитет у Тирани у Народној Социјалистичкој Републици Албанији где је потписала Споразум о сарадњи и размени. Иако је оснивање Универзитета у Приштини подржао Јосип Броз Тито, према речима једног од лидера Савеза комуниста Југославије у то време, Универзитет се суочио са снажним политичким противљењем српских комуниста, који су га сматрали „претечом аутономије за Косово” јер се усредсређивао на албански уместо српскохрватски језик. Већ 1971. године одржане су демонстрације Срба и Црногораца против отварања Универзитета.
Током 1970-их Универзитет се брзо проширио у погледу наставе на албанском језику, са 7.712 студената у академској години 1969—1970. на 43.321 у академској години 1980—1981, што је био највећи број студената икада. Идеолошки је радио на јачању албанског национализма. Био је поприште поновљених демонстрација националистичих Албанаца. Године 1974. најмање 100 студената је ухапшено због насиља током демонстрација.
Након референдума по факултетима и високим школама, 25. новембра 1980. је потписан самоуправни споразум о удруживању свих високошколских установа покрајине у Универзитет Косова. Косовски универзитет је тако имао десет факултета, једну академију и девет виших школа са 50.000 редовних и ванредних студената. Ректор је тада био проф. др. Газменд Зајми.

### Демонстрације 1981.
Универзитет у Приштини је био почетна тачка студентских протеста 1981. на Косову. Иако су власти поново окривиле демонстрације националистичким радикалима, фактори који су допринели били су културна изолација Косова унутар Југославије и његово ендемско сиромаштво, што је довело до тога да покрајина има највећи проценат и студената и неписмених у Југославији. Истовремено је систем Универзитета допринео незапослености, при чему су високообразовани и огорчени Албанци постали све више привржени национализму. Поред тога, српско и црногорско становништво на Косову је све више негодовало због економског и социјалног терета студентског становништва Универзитета. До 1981. године Универзитет у Приштини је имао 20.000 студената — сваки десети становник овог града.
Демонстрације су почеле 11. марта 1981. године, првобитно као спонтани мањи протест за бољу храну у школској мензи и побољшање услова живота у домовима. Полиција их је очистила, али су настављене две седмице касније, 26. марта 1981. Овог пута полиција је употребила силу да растера албанске студенте у студентском дому, ранивши 35 људи и ухапсивши 21. Насиље је изазвало масовне демонстрације широм Косова, ванредно стање, нереде и бројне жртве.
Након демонстрација, десила се чистка међу запоселнима на факултетма и студентима Универзитета за које се сматрало да су сепаратисти. Укупно је 226 студената и радника осуђено на казну затвора до петнаест година. Међу онима који су замењени члановима Комунистичке партије били су председник Универзитета и два ректора. Универзитету је такође забрањено коришћење уџбеника увезених из Албаније; од тада је било дозвољено да користе само књиге преведене са српскохрватског језика. Демонстрације су такође изазвале подељене реакције међу српским политичарима. Српско комунистичко руководство је прогласило Универзитет „тврђавом албанског национализма”.
Током 1980-их Универзитет је наставио да подржава захтеве за промену статуса Косова, док је такође ширио идеологију Енвера Хоџе и маоизма, те пропагирао стварање Велике Албаније, највише захваљујући албанским професорима из Тиране. У међувремену, непрекидни рад је био практично немогућ због честих демонстрација Албанаца и политичких сукоба између српских и албанских чланова управе. Понекад су због демонстрација читави домови затварани.

### 1990—1998.
Српски политичар, а касније и национални лидер Слободан Милошевић, успешно је искористио питање Косова да се 1989. пробије у Председништво Србије. Крајем 1980-их, на његов захтев, Устав Србије је промењен, а аутономија Косова смањена, док је поново враћено име Косово и Метохија које је претходно 1969. године скраћено на само Косово како би власти угодиле захтевима Албанаца.

Управљање покрајинским универзитетима — у Приштини и Новом Саду — пренето је са покрајинских власти на Београд. Универзитет у Приштини је био кључна мета репресије. Као и са другим образовним установама на Косову и Метохији у то време, постојећи наставни план и програм Универзитета је укинут и замењен новим који је осмишљен у Београду. Албански професори и студенти су у великој мери одбијали да прихвате нове наставне планове и програме, као и образовне промене које је наметнула Скупштина Србије, а такође су вођене демонстрације против смањења аутономије покрајине. Због тога су многи албански професори оптужени за кршење Закона о образовању, те су отпуштени и замењени Србима. Ректор проф. др Ејуп Статовци затворен је након што је написао писмо у којем тражи да се зграде Универзитета врате албанским факултетима и студентима. Његова замена, проф. др Радивоје Паповић, објаснио је званично образложење за промене направљене на Универзитету: 
| „ | Наш први задатак је био да отклонимо мржњу према свему што је српско која се овде гомилала деценијама… Ова фабрика зла, основана са основном намером да уништи Србију и српско име… сада је уништена захваљујући координисаном деловању Владе и универзитетских кадрова… Наш Универзитет има за крајњи циљ обнову српске мисли на Косову и Метохији. | ” |

Паповић је 16. јануара 1997. године тешко повређен у нападу ауто-бомбом припадника Ослободилачке војске Косова (ОВК), Наита Хасанија.
Драстично се променио и састав студентског тела. Примењена је нова уписна политика која је — у теорији — предвиђала однос један према један између две језичке групе, односно 1.580 редовних студената у свакој, почев од почетка школске 1991—1992. У пракси, студенти на албанском језику од тада су бојкотовали образовање, смањивши број албанских студената са 27.000 на нулу. То су поздравили многи Срби, јер би се средства сада трошила само на студенте неалбанске националности. Преостали албански професори су наставили да раде неко време, али су после годину и по дана бојкота били вишак и углавном су отпуштени. Они који су били потребни понуђени су да раде на образовању на српском језику, али их је због претњи и притисака других Албанаца остало мало. Тиме су се Албанци практично потпуно одвојили од Универзитета, те није било особља које је говорило албански да би предавало студентима, нити студената који би говорили албански за особље које би предавало.
Образовање на албанском језику је потом настављено у приватним установама које су радиле у оквиру самопроглашене Републике Косово коју су основали Албанци, што је омогућило наставак образовања за око 30.000 албанских ученика. Паралелни универзитет је себе такође називао Универзитет у Приштини, а финансирала га је албанска дијаспора и постојао је без икакве везе са академским системом Србије, што је довело до погоршања квалитета образовања (нпр. студенти медицине нису имали приступ клиникама, лабораторијама или другу неопходну опрему). Међутим, универзитетски професори су известили о великом броју дипломаца, магистара и доктора. Универзитет је издавао дипломе у име Републике Косово које није признавала Савезна Република Југославија. Снаге државне безбедности радиле су на гашењу паралелних установа.
У другој половини 1990-их година Влада Србије је започела преговоре са албанским лидерима о Универзитету, што је 1998. године, како се развијала криза на Косову и Метохији, довела до споразума између власти и лидера Албанаца да се дозволи повратак албанских студената на регуларни Универзитет у Приштини. Према Споразуму Слободана Милошевића и Ибрахима Ругове, Албанци би требало да добију контролу над 60% универзитетског кампуса, Срби 35%, а Турци 5%. Три зграде Универзитета предате су Албанцима 15. маја 1998. Међутим, Срби су организовали демонстрације против премештања, те су на крају измештени од стране владиних снага. Зграде су биле у великој мери девастиране, а намештај и опрема намерно вандализовани како би били неупотребљиви.

### Рат на Косову и Метохији
Године 1999. Рат на Косову и Метохији потпуно је пореметио рад и главног и паралелног Универзитета. Након издавања Резолуције 1244 и доласка КФОР-а, већина особља и студената побегла је са Косова и Метохије почетком јуна 1999. До августа исте године, само два месеца након завршетка рата, српско становништво Приштине је пало са 40.000 на мање од 1.000.
Након тога, Универзитет се распао на две институције које имају исто име: једну са седиштем у Приштини и другу у Косовској Митровици.

## Почасни докторанди
- 1975 — Јосип Броз Тито (бивши председник СФРЈ)
- 1975 — Фахрудин Али Ахмед (бивши председник Индије)
- 1987 — Драгиша Ивановић (професор Универзитета у Беофраду)